# 目ざめよわが霊
目ざめよ、わが霊 こころ励み（めさめよわがたま こころはげみ、英:Awake my soul, stretch every nerve）はフィリップ・ドッドリッジの代表作で、1755年出版の歌集に「キリスト者の競走に励み進む」と題して発表された。スコットランド民謡「オールド・ラング・サイン」（日本では別の歌詞が付けられ「蛍の光」として知られる曲）のメロディーで歌われる。
作者は国教会の信徒ではなかったが、英国教会で広く歌われている。

## 所収
- 讃美歌370番